# Illusion (1929)
Illusion ist ein US-amerikanisches Filmdrama aus dem Jahr 1929 von Paul Fejos mit Conrad Veidt und Mary Philbin in den Hauptrollen. Der Stummfilm beinhaltet Soundeffekte und Musik. Dialogsequenzen des Films beschränken sich auf die letzte der sieben Filmrollen.

## Handlung
In Budapest ist Erik Goff, der als Zauberer Erik der Große auftritt, in seine Assistentin Julie Fergeron verliebt, obwohl er mehr als 20 Jahre älter ist als sie. Seinen zweiten Assistenten Buffo Black manipuliert er hypnotisch. Mark Royce, ein vagabundierender junger Mann, der beim Stehlen in Eriks Wohnung erwischt wurde, wird auf Anraten von Julie aufgenommen und zu Buffos Helfer gemacht. Mark und Julie verlieben sich. 
Während Erik in New York eine US-Tournee vorbereitet, gibt er eine Party zum achtzehnten Geburtstag von Julie und plant, ihre Verlobung bekannt zu geben. Julie hat ihre Liebe zu Mark geheim gehalten und der überaus eifersüchtige Buffo zeigt Erik, wie sich die beiden in einem Garten umarmen. Erik gibt Julies Verlobung mit Mark bekannt. 
Während der Eröffnungsvorstellung, bei der Mark einen Schwerttrick vorführt, wird Buffo getötet. Mark wird wegen Mordes angeklagt. Im folgenden Prozess gesteht Erik aus Liebe zu Julie, dass er das Verbrechen geplant hat, zieht dann einen Dolch und bringt sich um.

## Hintergrund
Gedreht wurde der Film ab dem 30. Juli 1928 in den Universal-Studios in Universal City.
Charles D. Hall und Thomas F. O’Neill oblag die künstlerische Leitung. Carl Laemmle jr. war Produktionsleiter.

## Veröffentlichung
Die Premiere des Films fand am 2. November 1929 in New York statt. 1930 kam er im Deutschen  Reich in die Kinos.

## Kritiken
Mordaunt Hall von der The New York Times befand, Regisseur Fejos habe seine Szenen mit nicht geringem Maß an Fantasie gehandhabt. Sie seien nicht immer so gut gefilmt, wie man es sich erhoffen würde, aber aufgrund der fantastischen Natur der Geschichte und der gelegentlichen Einblicke in die Art und Weise, wie der Zauberer Erik der Große die Augen seines Publikums täuscht, Conrad Veidts kluger schauspielerischen Leistung und dem fesselnden Charme von Mary Philbin fessele dieser Film die Aufmerksamkeit. Darüber hinaus werde die Erzählung mit einer gewissen Kraft und Geschick entwickelt.
Die Variety hingegen beschrieb das Werk als einen der langweiligsten Filme, die jemals gedreht wurden, der zudem unter einer sehr schwachen Kameraarbeit leide.